# Кубанский тур
Кубанский тур, или западнокавказский тур, или западнокавказский козёл, или кавказский горный козёл, или кавказский тур (лат. Capra caucasica) — парнокопытное млекопитающее из рода горных козлов семейства полорогих, обитающее в Кавказских горах.

## Внешний вид
У западнокавказского тура очень короткий хвост. Борода как правило тоже коротка и широка. Шерсть на верхней стороне красновато-коричневая, на нижней — желтоватая. Зимой окраска шерсти меняется на серо-коричневую. Телосложение более массивное, чем у ибекса (Capra ibex). Длина тела у самцов составляет 150—165 см, высота в плечах — 95—110 см, вес — 65—100 кг. Самки заметно меньше, с длиной тела 120—140 см, высотой 78—90 см и весом 50—60 кг. Рога относительно короткие, сильные и довольно изогнутые с максимальной длиной 75 см. Однако они не достигают диаметра как у восточнокавказского тура. Рога более короткие, чем у восточнокавказского тура, изогнутые дугообразно, с вершинами, направленными вниз и внутрь, и сближенными попарно валиками на них.

## Распространение и численность
Ареалом этого вида является полоска площадью 4500 км² вдоль российско-грузинской границы. С XIX века этот и без того небольшой ареал ещё более уменьшился из-за людского воздействия. На сокращение численности популяции западнокавказского тура влияет и спаривание с восточнокавказским туром, в результате чего рождаются бесплодные особи. Особенно за последнее время численность западнокавказского тура драматически упала. Количество этих животных в дикой природе сегодня оценивается в 10 тысяч особей. Международный союз охраны природы придаёт западнокавказскому туру статус «в опасности» (англ. endangered) — но нужно учитывать, что при этом МСОП считает восточнокавказского тура отдельным видом — Capra cylindricornis, который оценивает как «близкий к угрожаемому» (англ. near threatened).

## Поведение
Образ жизни западнокавказского тура едва отличается от образа жизни восточнокавказского тура.

## Подвиды
Вид образует два или три подвида, но список подвидов в разных источниках отличается. В настоящее время чаще выделяют 2 подвида:
- Capra caucasica caucasica — номинативный подвид, Центральный Кавказ от горы Эльбрус на восток до вершины Дыхтау, темнее второго подвида, с тёмной полосой вдоль середины спины[8];
- Capra caucasica dinniki — Западный Кавказ, на запад от горы Эльбрус, несколько выше в холке, чем номинативный подвид, с более короткой бородой[8].

Ранее различали также подвид тур Северцова (Capra caucasica severtzovi), который обитает в западной части Главного Кавказского хребта. В Большой советской энциклопедии тур Северцова — второе название западнокавказского тура, но при этом выделяется центральнокавказский тур, или тур Гюльденштедта (Capra caucasica Guldenstaedt). В других источниках тур Гюльденштедта также приравнивается к западнокавказскому туру.